# Stefano Doglioni
Stefano Doglioni (* 1986 in Feltre) ist ein italienischer Jazzmusiker (Bassklarinette) des Modern Jazz.

## Leben und Wirken
Doglioni begann mit neun Jahren Klarinette zu spielen; 2004 entschied er sich für die Bassklarinette. Nach der Ausbildung am Konservatorium von Bologna, die er 2010 mit dem Bachelor in Jazzmusik abschloss, zog er zunächst in die Niederlande, wo er sein Studium am Königlichen Konservatorium in Den Haag fortsetzte. Seit 2011 lebt er in New York City, arbeitete in der dortigen Jazzszene und studierte ein Jahr an New School for Jazz and Contemporary Music. Zu seinen Mentoren gehörten Barry Harris, Charles Davis, Chris Byars, John Ruocco und Barend Middelhoff. Doglioni trat seitdem in Europa und in den USA auf; im Laufe seiner bisherigen Karriere spielte er u. a. mit Freddie Redd, Frans Elsen, Charles Davis, Ari Roland, Sacha Perry, John Mosca, Luigi Grasso, Pasquale Grasso, Zaid Nasser, Keith Balla, Alex Hoffman, William Ash, Neal Miner, Tardo Hammer, Billy Drummond, Grant Stewart und Murray Wall.
Tom Lord verzeichnet im Bereich des Jazz Doglionis Mitwirkung an sechs Aufnahmesessions zwischen 2013 und 2016; er ist vor allem auf Alben  der Gruppen von Chris Byars und Jamale Davis, für den er auch komponierte, zu hören, aber auch mit Luigi Grasso, Freddie Redd, Bartolomeo Barenghi oder Ettore Martin. Er leitet gegenwärtig (2019) ein Trio mit dem Bassisten Ari Roland und dem Schlagzeuger Keith Balla.